# Phare de West Bank
Le phare de West Bank (en anglais : West Bank Light) officiellement West Bank Front Range Light, est un phare à caisson marquant la partie inférieure de la Lower New York Bay. C'est aussi un feu directionnel, conjointement avec le phare de Staten Island, dans l'Ambrose Channel (en) de la baie de New York, dans l'arrondissement de Staten Island (New York City-État de New York).
Il est inscrit au Registre national des lieux historiques depuis le 9 janvier 2007 sous le n° 0600130.

## Histoire
La tour a été construite en 1901 et rehaussée en 1908. Le phare de Staten Island complète le système de signalisation. Sa lentille de Fresnel de quatrième ordre a été retirée en 1998.
Le 29 mai 2007, le Secrétaire à l'Intérieur des États-Unis a déclaré que le phare de West Bank, situé au large du chenal Ambrose, dans la partie inférieure de la baie de New York, était considéré comme excédent en vertu de la loi de 2000 sur la préservation des phares historiques nationaux.
En vertu de la loi sur la préservation des phares historiques, aucun groupe n'était disposé à la préservation du phare. Le 5 juin 2008, l'Administration des services généraux a mis le phare en vente aux enchères. L'enchère initiale était de 10.000 $ et la vente aux enchères s'est terminée le 27 août 2008 à 245.000 $. Ce n'était pas la fin de l'histoire, car la vente ne s'est pas conclue et il a été remis aux enchères une deuxième fois en septembre 2010 et finalement vendue pour 195.000 $ à Sheridan Reilly.

## Description
Le phare est une tour conique en fonte comprenant des quartiers de gardiens de 3 étages, montés sur un caisson en fonte, avec double galerie et lanterne de 17 m de haut. Le phare est peint en brun et le caisson est noir. 
Son feu isophase émet, à une hauteur focale de 21 m, un éclat blanc de 3 secondes par période de 6 secondes à l'est, un éclat rouge de 3 secondes par période de 6 secondes à l'ouest. Sa portée est de 16 milles nautiques (environ 30 km) pour le feu blanc et de 12 milles nautiques (environ 22 km) pour le feu rouge.
Il est équipé d'une corne de brume émettant deux explosions de 2 secondes par période de 20 secondes.

## Caractéristiques dufeu maritime
Fréquence : 6 secondes (WR)
- Lumière : 3 secondes
- Obscurité : 3 secondes

Identifiant : ARLHS : USA-876 ; USCG : 1-34790 - Admiralty : J1081.9.

### Lien connexe
- Liste des phares de l'État de New York